# Agata Buzek
Agata Bronisława Buzek (Pyskowice, 20 settembre 1976) è una modella e attrice polacca.
Ha debuttato al cinema nel 1997 e al teatro nel 1999 presso l'Ateneum di Varsavia. Ha partecipato non solo a film, ma anche a numerose serie televisive, sia polacche che tedesche, come Tatort e Polizeiruf Oltre alla carriera di attrice, Buzek è impegnata in attività sociali. Nel 2004 è stata osservatrice straniera alle elezioni presidenziali in Ucraina. Buzek ha sostenuto il movimento per la democratizzazione della Bielorussia, ha raccolto fondi per la costruzione di pozzi in Sudan ed è anche membro dell'organizzazione per la protezione degli animali Viva.

## Biografia
È figlia del politico polacco Jerzy Buzek, presidente del Parlamento europeo e di sua moglie Ludgarda.
Durante l'infanzia ha sofferto di poliomielite ed è stata curata in Germania. 
Ha preso lezioni di recitazione presso l'Accademia teatrale Aleksander Zelwerowicz di Varsavia e si è laureata nel 1999, prima di lavorare come modella a Parigi.

## Riconoscimenti
Nel 2009 ha ricevuto l'"Aquila come migliore attrice" ai Polskie Nagrody Filmowe e il premio del pubblico Zbigniew Cybulski per il suo ruolo in Tribolazione di un amante sotto Stalin di Borys Lankosz. Alla Berlinale 2010, è stata premiata come una delle dieci giovani attrici con l'European Shooting Star.

## Filmografia parziale

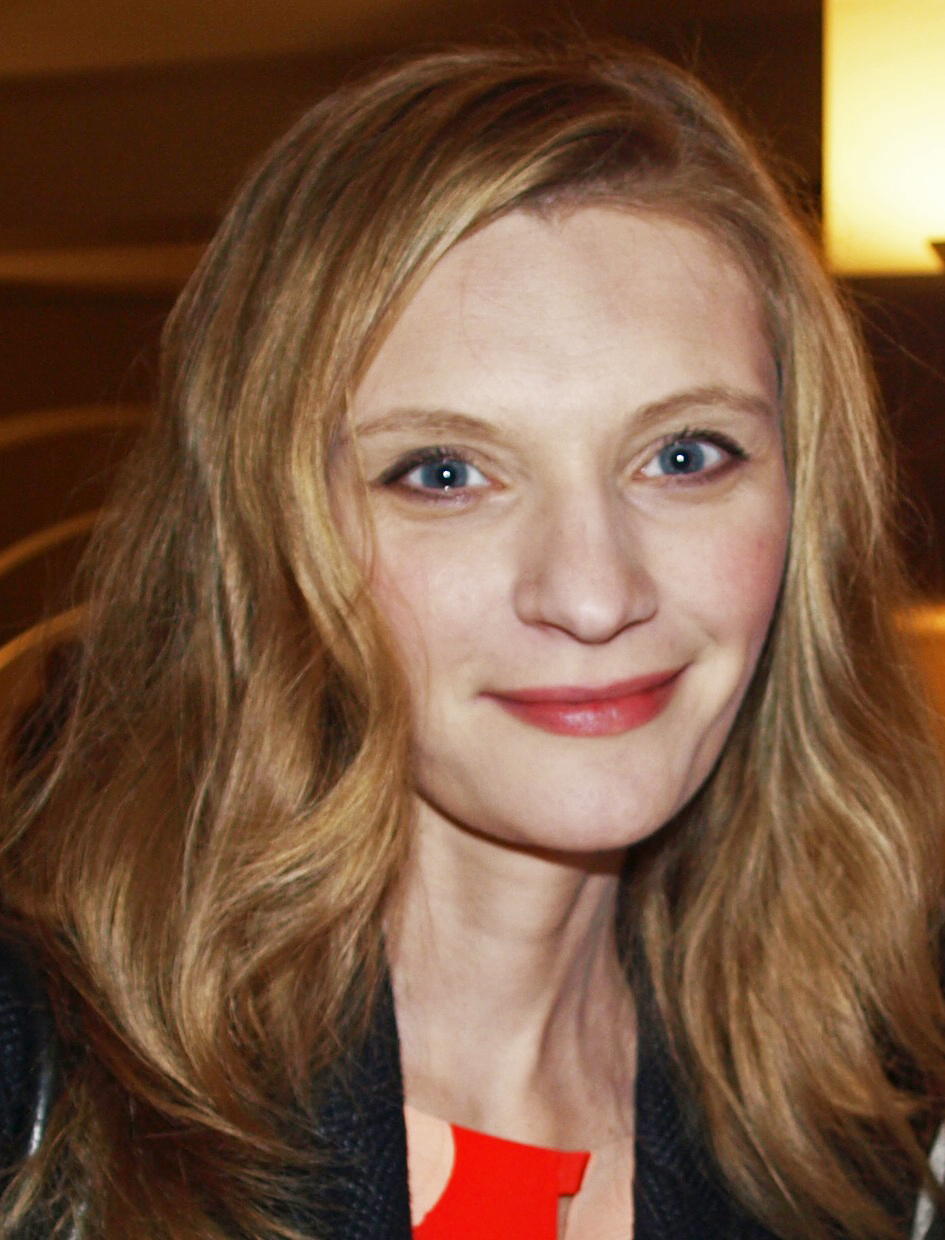
Agata Buzek nel 2013

### Cinema
- La ballata dei lavavetri, regia di Peter Del Monte (1998)
- Zemsta, regia di Andrzej Wajda (2002)
- Nightwatching, regia di Peter Greenaway (2008)
- Le voci interiori (Głosy wewnętrzne), regia di Krzysztof Zanussi (2009)
- Viaggio nella vertigine (Within the Whirlwind), regia di Marleen Gorris (2009)
- Tribolazione di un'amante sotto Stalin (Rewers), regia di Borys Lankosz (2009)
- Redemption - Identità nascoste (Hummingbird), regia di Steven Knight (2013)
- Agnus Dei (Les innocentes), regia di Anne Fontaine (2015)
- High Life, regia di Claire Denis (2018)
- Blanche comme neige, regia di Anne Fontaine (2019)
- Ciemno, prawie noc, regia di Borys Lankosz (2019)
- Moje wspaniałe życie, regia di Łukasz Grzegorzek (2021)
- After Blue (Paradis sale), regia di Bertrand Mandico (2021)
- Conann, regia di Bertrand Mandico (2023)

### Televisione
- Tatort – serie TV, episodio 38x35 (2007)

## Teatro
- Phèdre(s) (ruolo di Strophe), testi di Wajdi Mouawad, Sarah Kane e John Maxwell Coetzee, messo in scena da Krzysztof Warlikowski, Théâtre de l'Odéon (Parigi) (2016)

## Doppiatrici italiane
Nelle versioni in italiano dei suoi prodotti, Agata Buzek è stata doppiata da:
- Selvaggia Quattrini in Redempion - Identità nascoste
- Francesca Fiorentini in Agnus Dei
- Daniela Abruzzese in High Life